# رز لوکونین

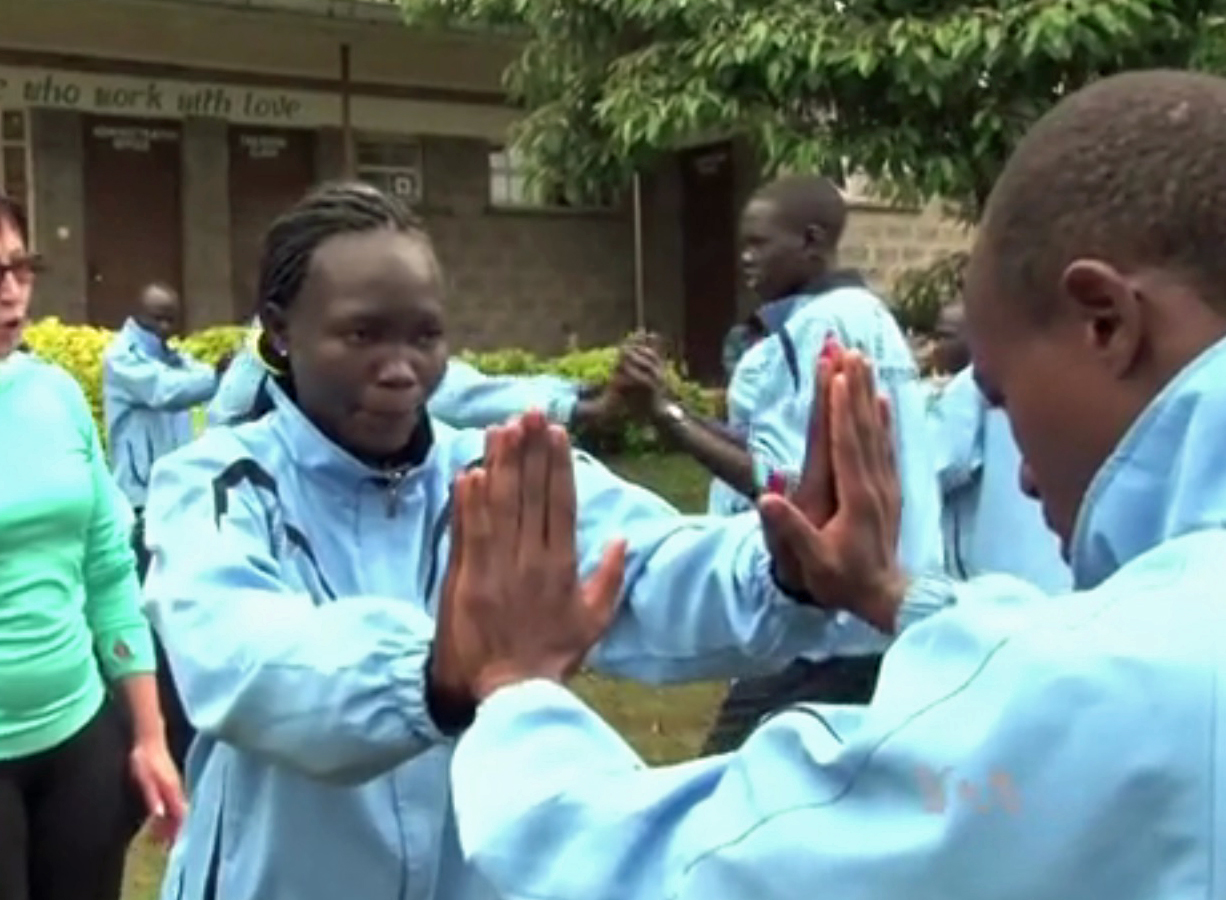
رز ناتیکه لوکونین پناهنده ای از سودان جنوبی است که در کنیا زندگی می‌کند. وی یکی از ۱۰ ورزشکاری است که در تیم المپیک پناهندگان در ریو دو ژانیرو برزیل حضور داشت.

رز ناتیکه لوکونین (انگلیسی: Rose Nathike Lokonyen؛ زادهٔ ۲۴ فوریهٔ ۱۹۹۵) ورزشکار پناهنده دو و میدانی زن در رشته ۸۰۰ متر اهل سودان جنوبی است که در کنیا زندگی می‌کند. وی یکی از ۱۰ ورزشکاری است که در تیم المپیک پناهندگان برای شرکت در المپیک ۲۰۱۶ در ریو دو ژانیرو برزیل حضور داشت. او را کمیته المپیک کنیا به تیم پناهندگان معرفی کرد.

## رقابت‌ها
| سال                                      | مسابقه                                   | محل برگزاری                              | مقام                                     | رویداد                                   | توضیحات                                  |
| به نمایندگی از تیم دو و میدانی پناهندگان | به نمایندگی از تیم دو و میدانی پناهندگان | به نمایندگی از تیم دو و میدانی پناهندگان | به نمایندگی از تیم دو و میدانی پناهندگان | به نمایندگی از تیم دو و میدانی پناهندگان | به نمایندگی از تیم دو و میدانی پناهندگان |
| ---------------------------------------- | ---------------------------------------- | ---------------------------------------- | ---------------------------------------- | ---------------------------------------- | ---------------------------------------- |
| ۲۰۱۶                                     | بازی‌های المپیک تابستانی ۲۰۱۶             | ریو دو ژانیرو                            | ۷ام (h)                                  | ۸۰۰ متر                                  | ۲:۱۶٫۶۴                                  |
| ۲۰۱۷                                     | مسابقات جهانی دو و میدانی ۲۰۱۷           | لندن                                     | ۸ام (h)                                  | ۸۰۰ متر                                  | ۲:۲۰٫۰۶                                  |
| ۲۰۱۹                                     | IAAF World Relays                        | یوکوهاما                                 | ۷ام                                      | مختلط ۲×۲×۴۰۰ متر امدادی                 | ۴:۰۸٫۸۰                                  |
| ۲۰۱۹                                     | مسابقات جهانی دو و میدانی ۲۰۱۹           | دوحه                                     | ۷ام (h)                                  | ۸۰۰ متر                                  | ۲:۱۳٫۳۹                                  |